# Minipivovar Proud
Minipivovar Proud je plzeňský experimentální minipivovar založený roku 2020 a spadající pod akciovou společnost Plzeňský Prazdroj.

## Historie
Minipivovar se nachází v budově bývalé elektrocentrály, jejíž stavba byla započata v roce 1905. Jednalo se o součást tzv. Spalkova projektu, jehož cílem byla soběstačnost plzeňského pivovaru na dodávkách vody a elektrické energie. Společně s elektrocentrálou byla vystavěna i vodárenská věž, odželezovací stanice, říční a studniční vodárna. Situována je v odlehlejší části pivovarského závodu, přímo na soutoku řek Radbuzy a Mže. Za druhé světové války byl objekt poškozen během bombardování. V roce 1995 byla zastavena výroba elektrické energie a budova ležela ladem bez využití. Roku 2019 byla zahájena nákladná rekonstrukce a adaptace objektu na minipivovar, který zahájil svůj provoz o rok později. Architektonické řešení z ateliéru Mimosa propojilo klíčové prvky industriální architektury s novým využitím. V budoucnu by se minipivovar měl propojit lávkou přes řeku s městem, aby si zajistil vlastní přístup, a měl by v něm vzniknout multifunkční sál s kapacitou až prov 500 osob. Za projektem stojí sládková Lenka Straková a Michal Škoda, kteří předtím pracovali na vývoji piv speciálního programu Volba sládků, jehož produkce byla inspirující k založení samostatného minipivovaru, fokusujícího na experimentální piva.
Provoz je vybaven vlastní stáčecími kapacitami na skleněné lahve (italská technologie GAI s plničem s kapacitou 900 lahví/hod a etiketovací zařízení o kapacitě 3000 lahví/hod), plechovky a sudy a varní soupravou s kapacitou až 10.000 hl ročně od Pacovských strojíren.
Minipivovar Proud se dá navštívit v rámci prohlídkové trasy, jejíž podtitul zní Prohlídky nabité energií. Startuje v Návštěvnickém centru Plzeňského Prazdroje a při které se návštěvníci seznámí s historií místa, varními postupy a exkurzi zakončí degustací piv. Prohlídkový okruh je taktéž zapojen do projektu Industry Open.

## Druhy piva

### Stálé druhy piv
Stále druhy piv reprezentují čtyři druhy svrchně kvašených piv, které doplňuje jeden ležák. Kromě nealkoholického piva jsou všechny produkty nefiltrované a nepasterované.
- Ventill - světlý ležák 11° (zhruba 30% výstavu)[13]
- TheMže - IPA 10° (zhruba 28% výstavu)[13]
- Soutock - žitná IPA 13°
- Cotel - Irish dry stout 14°
- Veer - West Coast IPA 14°
- Proovan - nealkoholická Hazy IPA

### Speciální druhy
Speciální várky rozšiřují stálou nabídku o další pivní styly (např. o lehčí kyseláče).
- výroční ležák Franz Spalek[15]
- KISSeláč Višeň[16]

## Název
Název minipivovaru odkazu na tři skutečnosti. Zaprvé označuje proud vody, jakožto základní suroviny pro výrobu piva a vztahuje se k lokaci pivovarského provozu přímo na břehu řeky. Zadruhé odkazuje na dřívější účel objektu, ve kterém dnes sídlí, tedy zdroji elektřiny. Třetí význam názvu pracuje s jeho anglickým překladem, jenž v češtině znamená hrdost. Reflektován je i v logu, tvořící ambigram, jež vytvořilo studio ArtBureau a vyhrálo za ni cenu v kategorii Corporate Design.